# 朱徽
朱徽，字子美，號遂初，江西省南昌府進賢縣（今江西省進賢縣）人，明末清初政治人物。

## 生平
天啓元年（1621年）辛酉科舉人，崇禎四年（1631年），登辛未科進士，初授行人，改授吏科給事中。明亡後仕清。順治元年（1644年），改刑科右給事中、吏科都給事中。順治十二年（1655年），任會試同考官。次年改陝西按察使司副使、守固原兵備道。